# Ghillebert de Lannoy

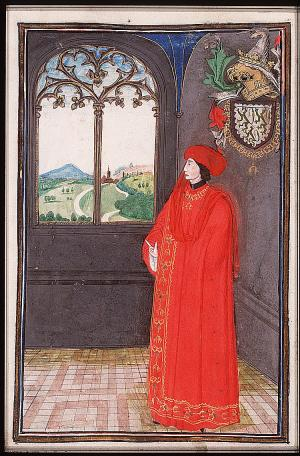
Ghillebert van Lannoy im Wappenbuch des Ordens vom Goldenen Vlies (Den Haag, KB, 76 E 10, fol. 44v)

Ghillebert de Lannoy (* 1386; † 1462) war ein französischer Edelknecht, später Ritter, der zu Beginn des 15. Jahrhunderts an mehreren militärischen Auseinandersetzungen während des Hundertjährigen Krieges beteiligt war. Er ist einer der Augenzeugen der Schlacht von Azincourt.
Ghillebert de Lannoy entstammte dem flämischen Adelsgeschlecht Lannoy (frz.: Maison de Lannoy). Seine militärische Karriere begann im Jahre 1399. Er war an einem französischen Überfall auf die Isle of Wight beteiligt. Ein weiterer Überfall erfolgte 1400 auf Falmouth. Von 1403 bis 1408 stand er im Dienst von Jehan Werchin, dem Seneschal von Hainault, und begleitete ihn auf einen Kreuzzug in den Osten, auf ein Turnier in Valencia und während eines Feldzuges gegen die Mauren in Spanien. 1408 und 1412 diente er auf Feldzügen des Herzog von Burgund. Er war aber auch Feldzügen in Spanien und den Litauerkriege des Deutschen Ordens beteiligt. Dort wurde er in den Ritterstand erhoben. Er geriet während einer Wallfahrt nach St. Patrick in englische Gefangenschaft. Sein Lösegeld wurde durch den Herzog von Burgund bezahlt.
Ghillebert de Lannoy gehörte zu den überlebenden Franzosen der Schlacht von Azincourt im Jahre 1415. Er wurde dabei am Knie und am Kopf verwundet, aber von englischen Truppenangehörigen unter Toten des Schlachtfelds hervorgezogen. Er berichtete später, er sei mit zehn bis zwölf Gefangenen in einer Hütte eingesperrt worden. Diese sei angezündet worden, als Heinrich V. den Befehl gab, die französischen Gefangenen zu töten. Der Befehl wurde erteilt, als der Herzog von Brabant mit einem kleinen Gefolge auf dem Schlachtfeld eintraf. Sein Bericht ist wesentlich, weil es ansonsten nur die Berichte der Chronisten über diesen Vorfall während der Schlacht von Azincourt gab.
Zusammen mit seinem Bruder Hugues de Lannoy war Ghillebert 1430 ein Gründungsmitglied des Ordens vom goldenen Vlies.
Für die Erziehung des jungen Karls des Kühnen (1433–1477), des Sohnes des Herzogs von Burgund, schrieb er den Fürstenspiegel Instruction d'un jeune prince pour se bien gouverner envers Dieu et le monde.